# Slobodan
Slobodan je moško osebno ime.

## Izvor imena
Ime Slobodan je različica moškega osebnega imena Svobodan.

## Pogostost imena
Po podatkih Statističnega urada Republike Slovenije je bilo na dan 31. decembra 2007 v Sloveniji število moških oseb z imenom Slobodan: 748. Med vsemi moškimi imeni pa je ime Slobodan po pogostosti uporabe uvrščeno na 193. mesto.

## Osebni praznik
Osebe z imenom Slobodan lahko godujejo skupaj z Svobodani.